# Ambahatrazo
Ambahatrazo is een plaats en gemeente in Madagaskar gelegen in het district Manakara van de regio Vatovavy-Fitovinany. Er woonden bij de volkstelling in 2001 ongeveer 10.000 mensen.
In de plaats is basisonderwijs beschikbaar. 90% van de bevolking is landbouwer en 5% werkt in de veeteelt. Het belangrijkste gewas is rijst, maar er wordt ook lychees en cassave verbouwd. 5% van de bevolking is werkzaam in de dienstensector.